# 新庫班卡
46°43′52″N 30°39′54″E / 46.73111°N 30.66500°E
新庫班卡（烏克蘭語：Новокубанка）是位於烏克蘭西南部的村莊，由敖德萨州敖德萨区的克拉斯諾西爾卡市鎮負責管轄。該村始建於1817年，面積0.54平方公里，海拔高度16米，2001年人口109，人口密度每平方公里201.85人。